# Heteroepedanus
Heteroepedanus – rodzaj kosarzy z podrzędu Laniatores i rodziny Epedanidae.

## Systematyka
Opisano dotąd zaledwie 2 gatunki z tego rodzaju:
- Heteroepedanus monacantha (Roewer, 1911)
- Heteroepedanus tricantha (Roewer, 1911)